# Aszantka
Aszantka – komedia w 3 aktach autorstwa Włodzimierza Perzyńskiego, napisana w 1906 roku.
Julian Krzyżanowski określił ten utwór jako „jedyną polską komedię na temat półświatka, roszczącą sobie prawo do dzieła klasycznego”. Utwór ten zaliczany jest przez współczesnych historyków literatury do tzw. małej klasyki polskiej dramaturgii.

## Przegląd treści
Głównymi bohaterami utworu są Edmund Łoński i Władka. Edmund Łoński to chłopak z dobrego domu o tradycjach ziemiańskich. Jest trochę lekkomyślny i prowadząc hulaszczy tryb życia, powoli się stacza. W końcu zostaje utrzymankiem swej kochanki – Władki, prymitywnej dziewczyny, która stara się „awansować” na wyrafinowaną prostytutkę.

## Adaptacje
W 1913 powstał film Wykolejeni (inne tytuły: Aszantka, Historia, jakich wiele) w reżyserii Aleksandra Hertza.
Najważniejsze realizacje teatralne:
- 1906, Teatr Miejski we Lwowie (w obsadzie m.in. Jan Nowacki, Ludwik Fritsche, Zofia Czaplińska, Anna Gostyńska);
- 1907, Teatr Miejski w Krakowie (obsada: Włodzimierz Kosiński, L. Fritsche, Jerzy Leszczyński, Irena Solska, Józefa Modzelewska);
- 1957, Teatr Narodowy w Warszawie, reż. Stanisława Perzanowska (obsada: Andrzej Łapicki, Jan Kurnakowicz, Stanisław Daczyński, Józef Kondrat, Igor Śmiałowski, Mieczysław Czechowicz, Danuta Szaflarska, Barbara Drapińska, S. Perzanowska);
- 1966, Teatr Telewizji, reż. Stanisław Brejdygant (obsada: Elżbieta Czyżewska, Mieczysław Voit, I. Śmiałowski, Henryk Borowski, J. Kondrat, Mieczysław Pawlikowski, Ewa Wiśniewska, Marian Kociniak);
- 1987, Teatr Telewizji, reż. Ignacy Gogolewski (obsada: Marzena Manteska, Leszek Teleszyński, I. Śmiałowski, Mieczysław Gajda, Anna Ciepielewska, Anna Gornostaj, Marek Frąckowiak, I. Gogolewski);
- 1995, Teatr Telewizji, reż. Andrzej Łapicki (obsada: Jan Englert, Małgorzata Pieńkowska, Jerzy Kamas, Gustaw Lutkiewicz, Marcin Troński, Mariusz Benoit, Katarzyna Łaniewska, Ewa Gawryluk, Stanisława Celińska, I. Śmiałowski, Dariusz Biskupski);
- 2019, Teatr Telewizji, reż. Jarosław Tumidajski (obsada: Paulina Gałązka, Marcin Przybylski, Arkadiusz Janiczek, Artur Żmijewski, Katarzyna Dąbrowska, Antoni Królikowski, Szymon Mysłakowski, Mirosław Zbrojewicz, Magdalena Warzecha, Henryk Łapiński)[2].